# Maksis Kazāks
Maksis Kazāks (Riga, 10 maggio 1912 – Toronto, 19 giugno 1983) è stato un cestista lettone.

## Carriera
Cestista del LVKA, con la Lettonia ha disputato 3 partite alle Olimpiadi 1936. Ha vinto la medaglia d'argento agli Europei 1939.